# Johanna Konta
Johanna Konta (Sydney, 17 mei 1991) is een voormalig tennisspeelster met een drievoudige nationaliteit: Hongaars, Australisch en Brits. Zij is van Hongaarse afkomst, is geboren in Australië, en heeft sinds mei 2012 ook de Britse nationaliteit. Zij begon op achtjarige leeftijd met tennis. Haar favoriete ondergrond is gravel.
In de periode 2013–2019 maakte Konta deel uit van het Britse Fed Cup-team – zij behaalde daar een winst/verlies-balans van 20–10.

## Loopbaan
In 2008 won Konta haar eerste ITF-toernooi, op het gravel van Mostar (Bosnië-Herzegovina).
Sinds 2012 speelt zij op grandslamtoernooien, waarbij zij in eerste instantie vaker op het gras van Wimbledon was te vinden dan op een andere ondergrond.
In 2015 bereikte zij de vierde ronde op het US Open, nadat zij zich via het kwalificatietoernooi een plaats in de hoofdtabel had veroverd. Daarmee steeg zij naar plaats 58 op de WTA-ranglijst.
In 2016 bereikte zij de halve finales op het Australian Open en won zij haar eerste WTA-toernooi, op hardcourt in Stanford, waardoor zij op de veertiende plaats terecht kwam. In oktober bereikte zij in Peking de finale – hierdoor kwam zij de top tien binnen, op de negende positie.
In 2017 startte Konta met winst op het toernooi van Sydney. Twee maanden later won zij het prestigieuze toernooi van Miami, door in de finale te zegevieren over Caroline Wozniacki – daardoor kwam zij opnieuw de top tien binnen (waaruit zij enkele weken weg was geweest), nu op de zevende positie.
Later dat jaar won zij de kwartfinale van Wimbledon van Simona Halep – daarmee werd zij de eerste Britse tennisspeelster die een halve finale speelde sinds Virginia Wade in 1978. Hiermee steeg zij naar de vierde positie op de wereldranglijst (juli 2017). Zij werd zo de eerste Britse speelster in de top-vijf sinds Jo Durie in 1984.
In 2021 won Konta haar vierde WTA-titel op het toernooi van Nottingham. Hiermee werd zij de eerste Britse speelster in veertig jaar die een WTA-toernooi op eigen bodem wist te winnen, na Sue Barker in 1981 op het WTA-toernooi van Brighton.
In december 2021 besloot Konta haar actieve tennisloopbaan te beëindigen – "De tank is leeg", zei zij.

## Posities op deWTA-ranglijst
Positie per einde seizoen:
| jaar | rang enkelspel | rang dubbelspel |
| ---- | -------------- | --------------- |
| 2008 | 668            | –               |
| 2009 | 360            | 723             |
| 2010 | 248            | 574             |
| 2011 | 305            | 354             |
| 2012 | 153            | 505             |
| 2013 | 112            | 393             |
| 2014 | 150            | 285             |
| 2015 | 47             | 104             |
| 2016 | 10             | 110             |
| 2017 | 9              | 275             |
| 2018 | 39             | 102             |
| 2019 | 12             | 481             |
| 2020 | 14             | 269             |
| 2021 | 111            | 249             |

## Palmares
| Legenda                 |
| ----------------------- |
| Grandslamtoernooi       |
| Olympische Spelen       |
| Year-End Championships  |
| Premier Mandatory       |
| Premier Five / WTA 1000 |
| Premier / WTA 500       |
| International / WTA 250 |
| Challenger / WTA 125    |

### WTA-finaleplaatsen enkelspel
| nr.              | finale     | toernooi       | ondergrond | tegenstandster      | score         |         |
| ---------------- | ---------- | -------------- | ---------- | ------------------- | ------------- | ------- |
| gewonnen finales |            |                |            |                     |               |         |
| 1.               | 2016-07-24 | WTA Stanford   | hardcourt  | Venus Williams      | 7-5, 5-7, 6-2 | details |
| 2.               | 2017-01-13 | WTA Sydney     | hardcourt  | Agnieszka Radwańska | 6-4, 6-2      | details |
| 3.               | 2017-04-01 | WTA Miami      | hardcourt  | Caroline Wozniacki  | 6-4, 6-3      | details |
| 4.               | 2021-06-13 | WTA Nottingham | gras       | Zhang Shuai         | 6-2, 6-1      | details |
| verloren finales |            |                |            |                     |               |         |
| 1.               | 2016-10-09 | WTA Peking     | hardcourt  | Agnieszka Radwańska | 4-6, 2-6      | details |
| 2.               | 2017-06-18 | WTA Nottingham | gras       | Donna Vekić         | 6-2, 6-7, 5-7 | details |
| 3.               | 2018-06-17 | WTA Nottingham | gras       | Ashleigh Barty      | 3-6, 6-3, 4-6 | details |
| 4.               | 2019-05-04 | WTA Rabat      | gravel     | Maria Sakkari       | 6-2, 4-6, 1-6 | details |
| 5.               | 2019-05-19 | WTA Rome       | gravel     | Karolína Plíšková   | 3-6, 4-6      | details |

## Resultaten grandslamtoernooien
| Legenda | Legenda                          |
| ------- | -------------------------------- |
| g.t.    | geen toernooi gehouden           |
| l.c.    | lagere categorie                 |
| –       | niet deelgenomen                 |
| G       | uitgeschakeld in de groepsfase   |
| 1R      | uitgeschakeld in de eerste ronde |
| 2R      | uitgeschakeld in de tweede ronde |
| 3R      | uitgeschakeld in de derde ronde  |
| 4R      | uitgeschakeld in de vierde ronde |
| KF      | uitgeschakeld in de kwartfinale  |
| HF      | uitgeschakeld in de halve finale |
| F       | de finale verloren               |
| W       | het toernooi gewonnen            |
| w-v     | winst/verlies-balans             |

### Enkelspel
| toernooi        | 2012 | 2013 | 2014 | 2015 | 2016 | 2017 | 2018 | 2019 | 2020 | 2021 |
| --------------- | ---- | ---- | ---- | ---- | ---- | ---- | ---- | ---- | ---- | ---- |
| Australian Open | –    | –    | –    | –    | HF   | KF   | 2R   | 2R   | 1R   | 1R   |
| Roland Garros   | –    | –    | –    | 1R   | 1R   | 1R   | 1R   | HF   | 1R   | 1R   |
| Wimbledon       | 1R   | 1R   | 1R   | 1R   | 2R   | HF   | 2R   | KF   | g.t. | –    |
| US Open         | 2R   | –    | 1R   | 4R   | 4R   | 1R   | 1R   | KF   | 2R   | –    |

### Vrouwendubbelspel
| toernooi        | 2012 | 2013 | 2014 | 2015 | 2016 |    | 2018 |
| --------------- | ---- | ---- | ---- | ---- | ---- | -- | ---- |
| Australian Open | –    | –    | –    | –    | 2R   | –  |      |
| Roland Garros   | –    | –    | –    | –    | 1R   | 1R |      |
| Wimbledon       | 1R   | 1R   | 1R   | 2R   | 3R   | –  |      |
| US Open         | –    | –    | –    | –    | –    | –  |      |

### Gemengd dubbelspel
| toernooi        | 2013 | 2014 | 2015 |    | 2018 |
| --------------- | ---- | ---- | ---- | -- | ---- |
| Australian Open | –    | –    | –    | –  |      |
| Roland Garros   | –    | –    | –    | 2R |      |
| Wimbledon       | 2R   | 2R   | 2R   | –  |      |
| US Open         | –    | –    | –    | –  |      |